# 横浜水上警察署

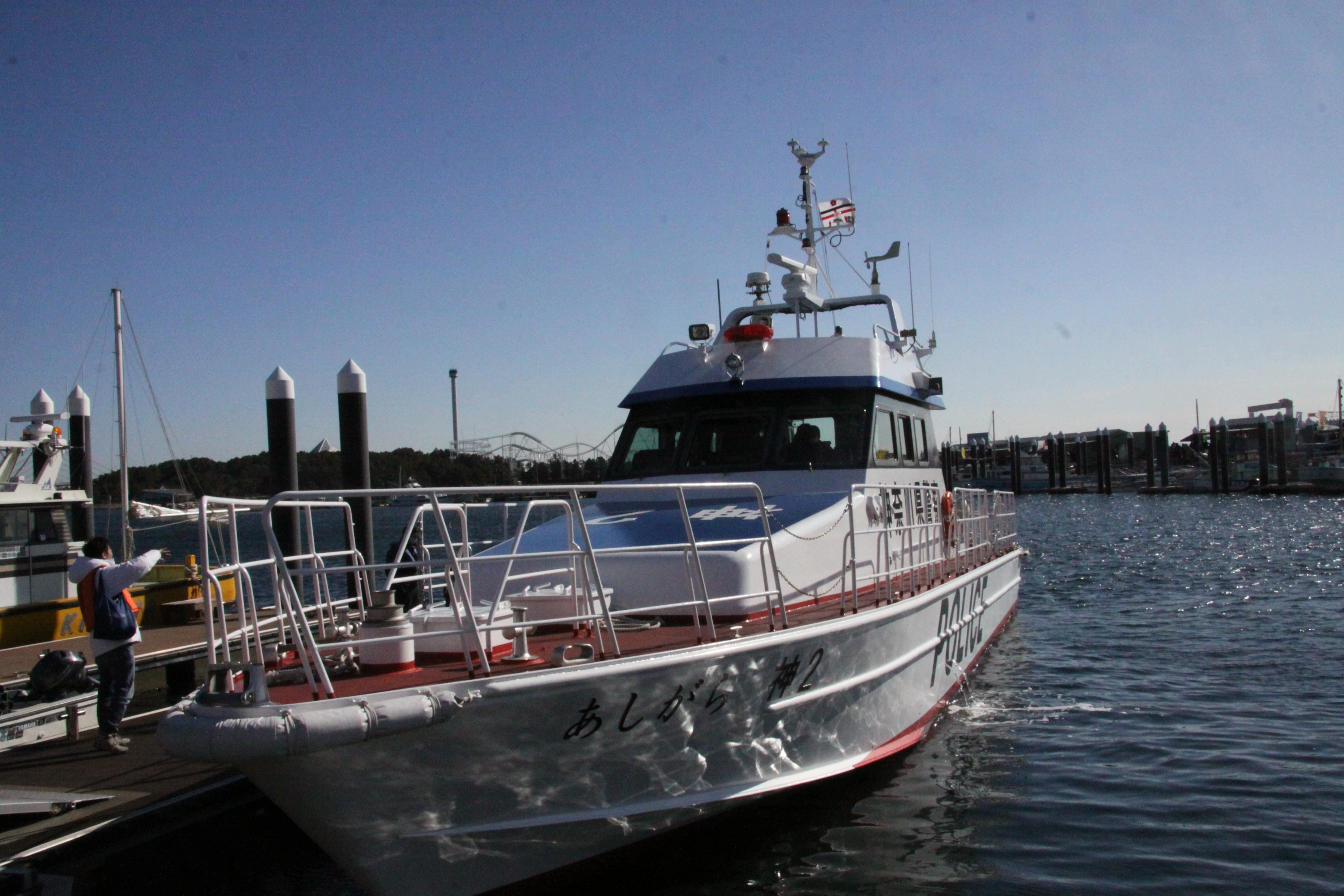
警備艇「あしがら」

横浜水上警察署（よこはますいじょうけいさつしょ）は、神奈川県警察が管轄する警察署の一つである。
横浜市警察部隷下、第一方面に属する小規模警察署であり、署長は警視。識別章所属表示はIJ。
日本国内では大阪、神戸と並ぶ水上警察署のひとつであり、担当区域は水陸両面に渡る。
陸上面では主に観光・レジャースポットである赤レンガ倉庫や横浜コスモワールド、大型商業施設である横浜ワールドポーターズなどが建ち並ぶ新港町一帯、横浜港を代表する大型客船ターミナル・大さん橋周辺及び港湾施設の山下埠頭などを担当する他、水上面では横浜港のみならず、横浜駅や鶴見方面の河川までをも含む水辺の事件、事故も担当する。
庁舎は国際都市横浜の海の玄関口、大さん橋の袂に建つ。

## 所在地
- 横浜市中区海岸通1丁目1番地
  - 横浜高速鉄道みなとみらい線　日本大通り駅徒歩約5分
  - 横浜市営地下鉄ブルーライン・JR根岸線 関内駅徒歩約20分

## 管轄区域
陸上面
- 横浜市中区、神奈川区の一部

水上面  
- 横浜港湾区域（南は金沢区から北は鶴見区まで）
- 大岡川、中村川、帷子川、入江川、鶴見川の一部

## 沿革
- 1952年10月22日 横浜市水上警察署を新設。
- 1955年7月1日 神奈川県警察が横浜市警察を統合したことに伴い、神奈川県水上警察署となる
- 1957年10月1日 名称を神奈川県横浜水上警察署に変更。
- 1984年現庁舎落成。

## 組織
- 署長（警視）
- 副署長（警視）
- 警務課 - 警務係、住民相談係、管理係
- 会計課 - 会計係
- 生活安全課 - 生活安全係
- 交通地域課（警ら用無線自動車1台、警備船艇10隻） - 交通係、地域企画係、地域第一係、地域第二係、地域第三係
- 刑事課 - 強行盗犯係、鑑識係、知能組織犯罪対策係
- 警備課 - 公安係、外事係

（6課体制）
※当署は神奈川県の警察署で唯一かつ最小規模の6課体制の組織である。
※「神奈川県警察の組織に関する規則（昭和44年神奈川県公安委員会規則第2号）」を参考にした。

## 交番
- 山下ふ頭交番　中区山下町279番地1
- 新港町交番　中区新港二丁目1番2号

（以前、当署斜向かいに大桟橋交番が存在した。）

## 連絡所
- 川崎港連絡所　川崎市川崎区千鳥町
- 湘南港江の島連絡所　藤沢市江の島

## 警備艇
- 神1　しょうなん　平成9年就役、41ｔ
- 神2　あしがら　平成21年就役、21ｔ

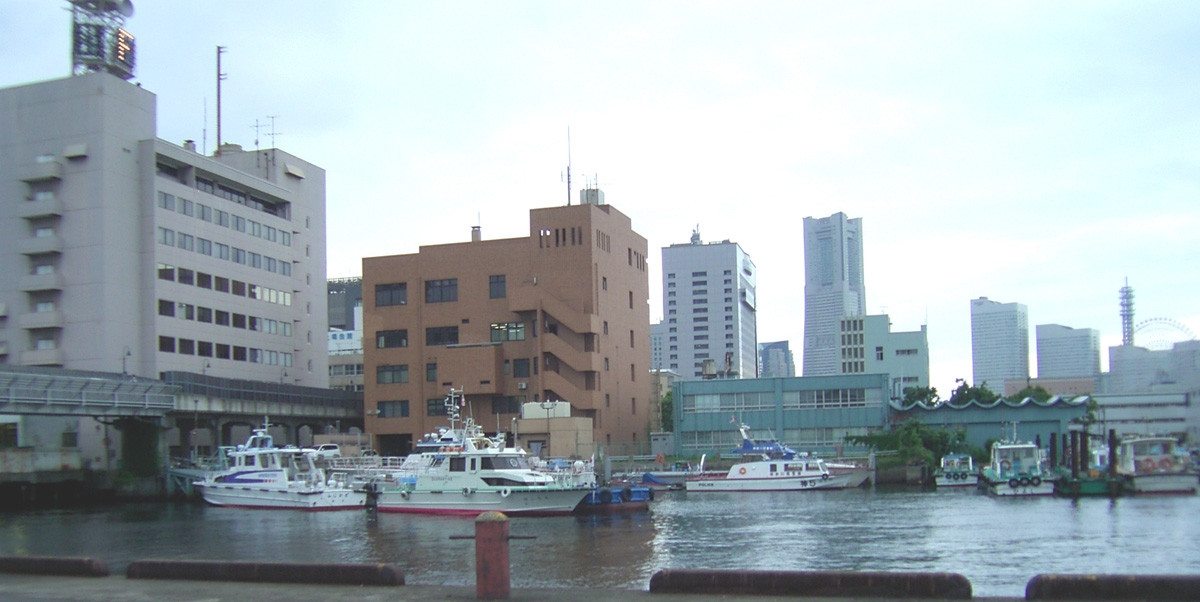
横浜水上警察署・隣接する湾内に係留されている警備艇

- 神3　つるぎ（旧そうぶ）　平成25年就役、10ｔ
- 神5　はこね　平成23年就役、10ｔ
- 神6　みうら　平成21年就役、10ｔ
- 神7　ちどり　平成5年就役、1.5ｔ
- 神8　はやかぜ　平成28年就役、10ｔ
- 神11　やまゆり　平成6年就役、1.3ｔ

　他、水上バイク2艇

## 過去の重大事件・事故
- 横浜港韓国人女性死体遺棄事件